# Teodor de Cirene
|  | No s'ha de confondre amb Teodor Ateu. |

Teodor de Cirene (grec antic: Θεόδωρος)  (Cirene, 465 aC - Cirene, 398 aC) fou un filòsof pitagòric grec del temps de Pèricles (segle v aC), nadiu de Cirene.
Segons Procle fou una mica més jove que Anaxàgores i va ser eminent com a matemàtic. Luci Apuleu i Diògenes Laerci diuen que Plató va anar a Cirene per estudiar geometria amb Teodor, que seria aquest personatge. Iàmblic de Calcis l'esmenta entre els pitagòrics eminents (De Vita Pythagorica).
Teodor va ser alumne de Protàgores i va viure la major part de la seva vida a Atenes, on va conèixer Sòcrates i Plató. El personatge que dona títol al diàleg de Plató Teetet hauria estat deixeble de Teodor.
Teodor va estar interessat en l'estudi de la filosofia tant com l'astronomia, l'aritmètica, la música i l'educació.

Primeres passes de l'espiral de Teodor de Cirene.

Com molts Pitagòrics creia que l'alegria i el bon judici eren les bases per arribar a la felicitat. Però sobretot va ser famós pel seu treball matemàtic, demostrant la irracionalitat de les arrels dels nombres enters no quadrats (2, 3, 5... 17) fent servir el mètode tradicional pitagòric de la reducció a l'absurd i arribar a una inconsistència relacionada amb nombres parells i imparells. També va crear l'espiral que porta el seu nom a partir del Teorema de Pitàgores i afegint perpendicularment a un segment una unitat, de manera que es formen triangles les hipotenuses dels quals són les successives arrels expressades gràficament.